# Ove Hansen
Pour les articles homonymes, voir Hansen.
Ove Hansen, né le 24 septembre 1909 à Slagelse (Danemark) et mort le 5 mai 1997, est un homme politique et diplomate danois, membre des Sociaux-démocrates, ancien ministre, ancien député européen et ancien député au Parlement (le Folketing).

## Sources
- (da) Cet article est partiellement ou en totalité issu de l’article de Wikipédia en danois intitulé « Ove Hansen » (voir la liste des auteurs).